# Шезел (Ендр)
Шезел (фр. Chezelles) насеље је и општина у централној Француској у региону Центар (регион), у департману Ендр која припада префектури Шаторо.
По подацима из 2011. године у општини је живело 445 становника, а густина насељености је износила 25,69 становника/km². Општина се простире на површини од 17,32 km². Налази се на средњој надморској висини од 163 метара (максималној 171 m, а минималној 132 m).

## Демографија
| 1962. | 1968. | 1975. | 1982. | 1990. | 1999. | 2011. |
| ----- | ----- | ----- | ----- | ----- | ----- | ----- |
| 410   | 419   | 381   | 379   | 402   | 409   | 445   |

График промене броја становника у току последњих година